# St. Johannis (Obhausen)

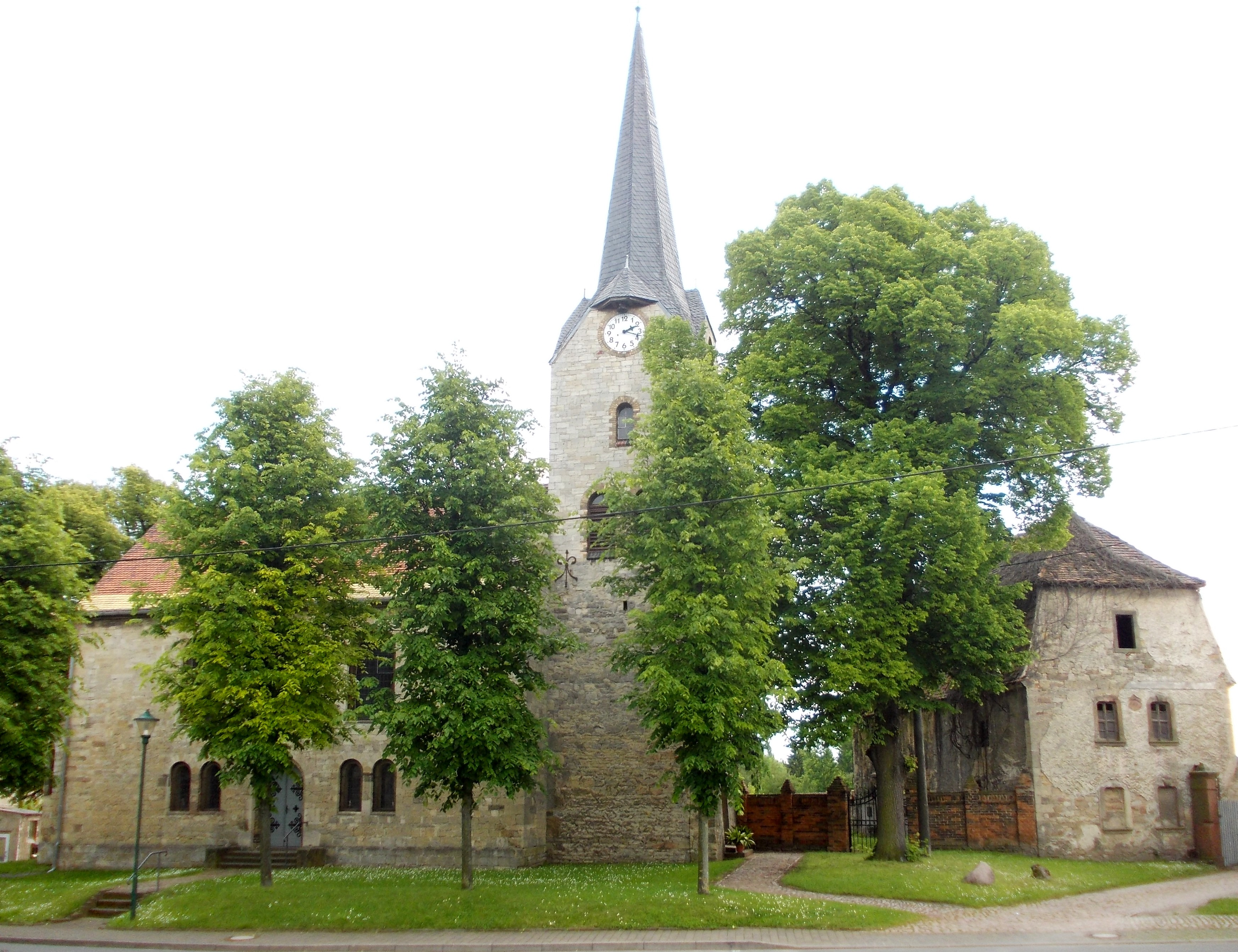
St. Johannis in Obhausen

St. Johannis ist eine denkmalgeschützte evangelische Kirche in der Gemeinde Obhausen in Sachsen-Anhalt. Im örtlichen Denkmalverzeichnis ist sie unter der Erfassungsnummer 094 05962 als Baudenkmal verzeichnet.
Patron des Sakralgebäudes, welches sich am Kirchplatz in Obhausen befindet, ist der heilige Johannes. Es handelt sich hierbei um eine der drei Kirchen des Ortes Obhausen. Die Kirche steht heute auf dem Friedhof, nahe einem kleinen Dorfplatz mit einem Bauernstein. Der Kirchturm, das Kirchenschiff und die Apsis sind typisch romanisch geprägt. Am Kirchturm ist eine Erweiterung erkennbar, da die Rundbogenfenster erst im oberen Ende anfangen.
Zu früheren Zeiten war der Ort Obhausen dreigeteilt. Um die drei Obhausen auseinanderhalten zu können, fügte man dem jeweiligen Obhausen das Patrozinium als Namensbestandteil bei. Damit stand die Kirche St. Johannis in Obhausen Johanni.
Die Orgel schuf der Merseburger Orgelbauer Moritz Baumgarten für die alte Kirche, 1851/52 wurde sie in die neue Kirche umgesetzt und 2007 durch Zimmermann aus Halle saniert. Sie besitzt 14 Register auf einem Manual und Pedal und ist original erhalten.
Der Turm trägt ein Geläut aus drei Glocken. Die mittlere Glocke, einst die kleinste des Geläutes, wurde 1912 durch die Gießerei Schilling aus Apolda geschaffen. 2009 wurden zwei neue Glocken, eine größere und eine kleinere, durch die Gießerei Lauchhammer ergänzt und samt einer neuen Läuteanlage im Turm angebracht. Die Nominalfolge lautet heute a′ – cis″ – e″. Alle Glocken erklingen an geraden Holzjochen.